# Vallepietra
Vallepietra ist eine Gemeinde in der Metropolitanstadt Rom in der italienischen Region Latium mit 232 Einwohnern (Stand 31. Dezember 2023). Sie liegt 89 km östlich von Rom.

## Geographie
Vallepietra ist die östlichste Gemeinde der Metropolitanstadt Rom und grenzt an die Provinzen Frosinone und L’Aquila. Es liegt im Regionalpark der Monti Siumbrini, einem Vorgebirge der Abruzzen im Tal des Simbrivio, einem Nebenfluss des Aniene. Vallepietra ist Mitglied der Comunità Montana Valle dell’Aniene.

## Bevölkerungsentwicklung
| Jahr      | 1871 | 1901 | 1921 | 1936 | 1951 | 1971 | 1991 | 2001 |
| Einwohner | 664  | 940  | 1178 | 1114 | 1122 | 657  | 398  | 376  |

Quelle: ISTAT

## Politik
Pierluigi Pietrangeli wurde am 25. Mai 2014 zum Bürgermeister gewählt.

## Heiligtum der Santissima Trinità
Bekannt ist Vallepietra vor allem für die jährlich im Juni stattfindenden Wallfahrt zum Heiligtum der Santissima Trinità. Das Heiligtum ist eine Felskirche aus dem 5. Jahrhundert auf 1337 m Höhe. In ihr wird ein Fresko aus dem 12. Jahrhundert verehrt, das die Dreifaltigkeit als drei identische Personen zeigt. Diese Darstellungsart wurde zwar auf dem Konzil von Trient verboten, blieb jedoch in dieser abgelegenen Kirche erhalten.